# رامون مالدونادو
رامون مالدونادو (بالإسبانية: Ramón Maldonado)‏ هو لاعب كرة قدم مكسيكي، ولد في 25 أبريل 1988 في المكسيك.

## روابط خارجية
- رامون مالدونادو على موقع Soccerway.com (الإنجليزية)